# (7020) Yourcenar
(7020) Yourcenar est un astéroïde de la ceinture principale.

## Description
(7020) Yourcenar est un astéroïde de la ceinture principale. Il fut découvert par Eric Walter Elst le 4 avril 1992 à l'ESO. Il présente une orbite caractérisée par un demi-grand axe de 2,42 UA, une excentricité de 0,169 et une inclinaison de 2,46° par rapport à l'écliptique.
Il fut nommé en hommage à l'écrivaine franco-américaine Marguerite Yourcenar (1903-1987).

## Compléments